# Lorelei
Lorelei (njem. Lorelei ali Loreley) u njemačkoj književnosti je lijepo božansko biće iz davnih bajki koja svojom pjesmom s litice iznad rijeke Rheine zavodi lađare koji nasukavaju svoje lađe na grebene zaboravivši kormilariti, prouzrokujući tako smrt i razor.
Jednom, iz osvete za mrtvim sinom, plemić pošalje svoje vojnike da ubiju djevojku. Vojnici koji su bili u mogućnosti oduprijeti se njezinoj ljepoti ubili bi Lorelei da ona u trenutku svoje pošasti nije zvala svojega oca u pomoći. On da je spasi poslao je konja u obličju morske pjene koji odvede Lorelei u dubine rijeke, iz kojih se nikada nije vratila.
Od tada, mornari se više ne boje njene ljepote, ni obmane.
Stijena na kojoj bje Lorelei još uvijek se zove njezinim imenom.
Opjevana je mnogo puta od raznih pjesnika, a najpoznatija je pjesma njemačkoga pjesnika Heinricha Heinea. Budući da bijaše židovskoga podrijetla, za vrijeme Velikoga Njemačkoga Reicha pripisivana je nepoznatomu piscu. Ovu je pjesmu uglazbilo više od 25 skladatelja.

## Vanjske poveznice
- Loreley info
- Die Lorelei